# Anna Pankratova
Anna Michajlovna Pankratova (in russo Анна Михайловна Панкратова?; Odessa, 16 febbraio 1879 – Mosca, 25 maggio 1957) è stata una storica e educatrice sovietica, membro di spicco dell'Accademia delle scienze dell'URSS.
Autrice con molte pubblicazioni, era redattrice capo della influente rivista storica russa Voprosy Istorii e presiedeva il Comitato Nazionale degli Storici dell'URSS. Membro del Partito Comunista, divenne membro eletto del Presidio del Soviet Supremo.

## Primi anni e istruzione
Anna Mikhailovna Pankratova è nata a Odessa. Suo padre, un soldato, è morto quando aveva nove anni. Sua madre lavorava come operaia. Nonostante sia cresciuta nella povertà, ha completato la scuola e si è laureata in storia all'Università di Odessa nel 1917.
Da adolescente, Pankratova si è unita al Partito dei Socialisti Rivoluzionari e, quando il partito si è diviso nel 1917, si è unita ai SR di sinistra, che hanno sostenuto la Rivoluzione d'Ottobre, e ha lavorato per loro clandestinamente a Odessa durante la guerra civile. Nel 1919 è passata ai bolscevichi. Ha lasciato Odessa nel 1920 per lavorare per il partito comunista e nel 1922 ha iniziato un corso triennale presso l'Istituto dei Professori Rossi.
All'Istituto, Pankratova ha incontrato e sposato un compagno di studi, Grigory Yakovin, che lo scrittore Victor Serge ha descritto come "un appassionato di sport con un'intelligenza costantemente vigile, un bell'aspetto e un fascino spontaneo". Hanno avuto una figlia, Maya, nata nel 1925, l'anno in cui entrambi si sono laureati. Hanno viaggiato all'estero insieme per una missione scientifica in Germania e in Francia. Nel 1927, ha concluso il suo matrimonio e ha denunciato suo marito come sostenitore dell'opposizione di sinistra, guidata da Leon Trotsky. È stato espulso dal partito comunista e arrestato. Ha visitato Yakovin in prigione a Tashkent nel 1929, nella speranza di persuaderlo a rinunciare all'opposizione, ma lui ha rifiutato. È stato poi ucciso.

## Carriera
Dal 1926, Pankratova insegnò in diverse istituzioni di alto livello, tra cui l'Accademia Sovietica delle Scienze Sociali, l'Università Comunista Sverdlov, l'Accademia Politico-Militare Lenin, l'Università Statale di Mosca, l'Università Statale di Saratov, l'Università Pedagogica Statale di Mosca e all'Accademia delle Scienze dell'Unione Sovietica.
Nell'agosto del 1936, dopo il primo dei Processi di Mosca, che segnarono l'inizio della Grande Purga, Pankratova fu espulsa dal Partito Comunista e dall'Istituto dei Professori Rossi a causa della sua precedente associazione con Yakovin e altri trotskisti. Fece una piena espressione di colpa, accusandosi di "liberalismo marcio" e "non essere in grado di smascherare il nemico travestito". Licenziata dal suo incarico accademico, rimase disoccupata per diversi mesi e contemplò il suicidio, prima di essere assegnata a un posto all'Università di Saratov, il che significava tre anni di separazione dalla madre e dalla figlia, che rimasero a Mosca. Fu reintegrata nel partito nel 1938 e le fu permesso di riprendere la pubblicazione come storica.
In precedenza, Pankratova si considerava allieva di Mikhail Pokrovsky, il principale storico dell'Unione Sovietica, che era stato suo insegnante all'Istituto dei Professori Rossi. Quando morì nel 1932, ricordò come "noi, suoi allievi, considerassimo la sua concezione storica non solo completamente marxista, ma senza precursori". Ma cambiò radicalmente idea dopo che Joseph Stalin aveva stabilito che Pokrovsky aveva sbagliato nel credere che l'Impero Russo fosse una "prigione delle nazioni", in cui le minoranze non russe erano schiavizzate, e che non aveva capito come grandi leader come Ivan il Terribile e Pietro il Grande cambiarono la storia. Nel 1939 scrisse che:
La cosiddetta 'Scuola di Pokrovsky' non era casualmente la base per il sabotaggio da parte dei nemici del popolo smascherati dal NKVD, da parte degli sgherri trotskisti-bucharinisti del fascismo, sabotatori, spie e terroristi, abilmente mascherati con l'aiuto della concezione antileninista di M.N.Pokrovsky.
Pankratova entrò nell'Istituto di Storia dell'Accademia delle Scienze dell'Unione Sovietica nel 1939. Durante la Seconda Guerra Mondiale, fu evacuata insieme ad altri eminenti storici ad Alma-Ata, in Kazakistan. Nel 1942 pubblicarono una raccolta di saggi, Venticinque Anni di Studi Storici nell'URSS, che lei curò, che rinnegava nuovamente in modo esaustivo la visione storica di Pokrovsky.
Sotto la sua guida, scrissero anche La Storia della RSS del Kazakistan. Pubblicato nel 1949, il lavoro fu il primo del suo genere, descrivendo la storia di una Repubblica Sovietica dalle sue origini all'inizio della Seconda Guerra Mondiale. Curato da Pankratova, ispirò ulteriori ricerche sulla storia dei popoli pre-sovietici e sovietici. Dal 1953 al 1957, Pankratova fu redattrice della rivista storica sovietica Voprosy istorii.
Durante la sua carriera, Pankratova partecipò a congressi internazionali, tra cui quelli di Varsavia (1934), Budapest (1953) e Roma (1955). Fu anche presidente della sezione sovietica dell'Associazione per la Cooperazione con le Nazioni Unite (1955-57). Fu eletta membro del Comitato Centrale del Partito Comunista dell'Unione Sovietica ai 19° e 20° Congressi nel 1952 e 1953.
Anna Pankratova è morta per un attacco di cuore a Mosca il 25 maggio 1957.

## Pubblicazioni
Le storie scritte da Pankratova documentano in particolare lo sviluppo del movimento dei lavoratori russi e della società sovietica in generale. Oltre alla loro comparsa in russo, diversi dei suoi lavori sono stati tradotti, soprattutto in tedesco. I tre volumi di Una Storia dell'U.R.S.S. sono stati pubblicati per la prima volta in inglese nel 1943 e ristampati nel 1970.